# Phrynobatrachus annulatus
Phrynobatrachus annulatus là một loài ếch trong họ Petropedetidae.
Nó được tìm thấy ở Bờ Biển Ngà, Ghana, Guinea, và Liberia.
Môi trường sống tự nhiên của chúng là các khu rừng ẩm ướt đất thấp nhiệt đới hoặc cận nhiệt đới. Loài này đang bị đe dọa do mất môi trường sống.